# Ken Narita
Ken Narita (成田 剣?, Narita Ken; Prefettura di Saitama, 18 maggio 1964) è un doppiatore e attore giapponese.
Il suo vero nome è Tsutomu Narita (成 田 勉?, Narita Tsutomu). Attualmente è freelancer.
È conosciuto soprattutto per i suoi doppiaggi in Chō Tokkyū Hikarian (Hikari), Inuyasha (Sesshomaru), Angelique (Pagos), Code Geass: Lelouch of the Rebellion (Jeremiah Gottwald), Le Chevalier D'Eon (Durand), e in Mahō shōjo Lyrical Nanoha StrikerS (Jail Scaglietti).

## Doppiaggio

### Serie anime
- Arc the Lad (Kelbe)
- Bannō bunka nekomusume (Hell Mishima)
- Bleach (Ryuken Ishida)
- Bobobo-bo Bo-bobo (Ochoboguchi-kun)
- Carnival Phantasm (Michael Roa Valdamjong)
- Code Geass: Lelouch of the Rebellion (Jeremiah Gottwald)
- Detective Conan (Katsutoshi Eto, episodio 86; Ryuichi Muraki, episodio 126)
- Dokkoider (Pierre)
- E's (Dr. Asakawa)
- Eat-Man (Stow)
- Eden's Bowy (Wietoo)
- Elemental Gerad (Gladius)
- Fancy Lala (Komiyama)
- Fushigi yûgi (Tetsuya Kajiwara)
- Gakuen Heaven (Jin Matsuoka)
- Ghost Hunt (Koujo Lin)
- Goshūshō-sama Ninomiya-kun (Mikihiro Tsukimura)
- I'm Gonna Be An Angel! (Kai)
- Inuyasha (Sesshomaru)
- Kyōshirō to towa no sora (Kazuya Ayanokōji)
- Le bizzarre avventure di JoJo: Vento Aureo (Illuso)
- Le Chevalier D'Eon (Durand)
- Loveless (Seimei Aoyagi)
- Mahō shōjo Lyrical Nanoha StrikerS (Jail Scaglietti)
- Naruto (Nanafushi)
- Tutor Hitman Reborn! (Reborn adulto)
- Uragiri wa Boku no Namae wo Shitteiru (Yuki (vita precedente))
- Scrapped Princess (Lenard)
- Shijō saikyō no deshi Ken'ichi (Odin)
- Skip Beat (Ren Tsuruga)
- Sonic X (Black Narcissus)
- Star Twinkle Pretty Cure (Fuyuki Kaguya)
- That Time I Got Reincarnated as a Slime (Fuse)
- Verso la Terra... (Glaive Murdock)

### OAV
- Araiso Private High School Student Council Executive Committee (Matsumoto Takahisa)
- All Purpose Cultural Cat Girl Nuku Nuku DASH! (Juuza Mishima)
- Angelique (Arios)
- Fushigi yûgi - Il gioco misterioso (Tetsuya Kajiwara, Suzaku Seikun)
- Fushigi yûgi - Eikōden (Tetsuya Kajiwara, falso Suzaku)
- Inuyasha - Kuroi Tessaiga (Sesshomaru)
- Mobile Suit Gundam Unicorn (Bright Noa)

### Film d'animazione
- 6 Angels (Mike)
- Inuyasha: un Sentimento che Trascende il Tempo (Sesshomaru)
- Inuyasha: la Spada del Dominatore del Mondo (Sesshomaru)
- Inuyasha: l'Isola del Fuoco Scarlatto (Sesshomaru)
- X/1999 (Fūma Monou)

### Videogiochi
- Angelique serie (Arios)
- Crime Crackers 2 (Jay)
- Elemental Gerad serie (Gladius)
- Armored Core 3 (Mirage)
- Phantom of Inferno (Scythe Master)
- Inuyasha: The Secret of the Cursed Mask (Sesshomaru)
- Radiata Stories (Cross Ward)
- Inuyasha: Feudal Combat (Sesshomaru)
- Super Robot Wars Alpha 3 (Calico McCready)
- Summon Night 4 (Gian Crastof)
- Melty Blood Actress Again (Michael Roa Valdamjong)
- Resonance of Fate (Vashyron)
- No More Heroes: Heroes' Paradise (Death Metal)
- Super Robot Wars Z2: Destruction Chapter (Jeremiah Gottwald)
- Super Robot Wars Z2: Rebirth Chapter (Jeremiah Gottwald)
- Sweet Fuse: At Your Side (Ayumu Shirabe)
- Project X Zone (Vashyron)
- JoJo's Bizarre Adventure: All Star Battle (Wekapipo)
- Liberation Maiden SIN (Saizo Kira)
- Dynasty Warriors: Gundam Reborn (Bright Noa)
- Granblue Fantasy (Connor, Kuzure, Jeremiah Gottwald)
- Super Robot Wars Z3: Hell Chapter (Bright Noa)
- Super Robot Wars Z3: Heaven Chapter (Bright Noa)
- Bleach: Brave Souls (Ryuken Ishida)
- Project X Zone 2 (Vashyron)
- JoJo's Bizarre Adventure: Eyes of Heaven (Wekapipo)
- Tokyo Mirage Sessions ♯FE (Yatsufusa Hatanaka, Gharnef)
- Summon Night 6: Lost Borders (Gian Crastof)
- Fire Emblem Heroes (Gharnef, Linus)
- Super Robot Wars V (Bright Noa)
- Fire Emblem Warriors (Gharnef)
- Super Robot Wars X (Jeremiah Gottwald)
- Dragalia Lost (Verse)
- Super Robot Wars T (Bright Noa)
- Genshin Impact (Il Capitano)
- Demon's Souls (Remake) (Guerriero Caduto)
- The Legend of Heroes: Trails through Daybreak (Gilliam Thorndyke, Maxim Lugan)
- Super Robot Wars 30 (Bright Noa)
- Fire Emblem Warriors: Three Hopes (Margrave Gautier)
- JoJo's Bizarre Adventure: All Star Battle R (Wekapipo)
- The Legend of Heroes: Trails through Daybreak II (Maxim Lugan)
- Bleach: Rebirth of Souls (Ryuken Ishida)

### Film e telefilm
- Criminal Minds (Charles)
- Dark Angel (DVD edition) (Alec McDowell)
- Deep Rising - Presenze dal profondo (TV edition) (Mamooli)
- Dragonheart (King Einon)
- E.R. - Medici in prima linea (Dennis Gant)
- Will Hunting - Genio ribelle (Clark)
- Johnny Bravo (Johnny Bravo)
- Mighty Morphin Power Rangers (Skull, Baboo)
- Alla deriva - Adrift (James)
- Roma (Marcus Junius Brutus)
- Seinfeld (DVD edition) (Jerry Seinfeld)
- Squadra emergenza (Bobby Caffey)
- Titanic (Fabrizio De Rossi)

### Drama CDs
- Angel Sanctuary (Archangel Raphael)
- Final Fantasy: Unlimited (Soljashy)
- Loveless (Seimei Aoyagi)
- Skip Beat! (Ren Tsuruga)